# الثقافة الإندونيسية
الثقافة الإندونيسية هي عبارة عن كل الثقافات الوطنية والمحلية، بالإضافة إلى الثقافات الأجنبية التي كانت موجودة في إندونيسيا قبل استقلالها عام 1945م.

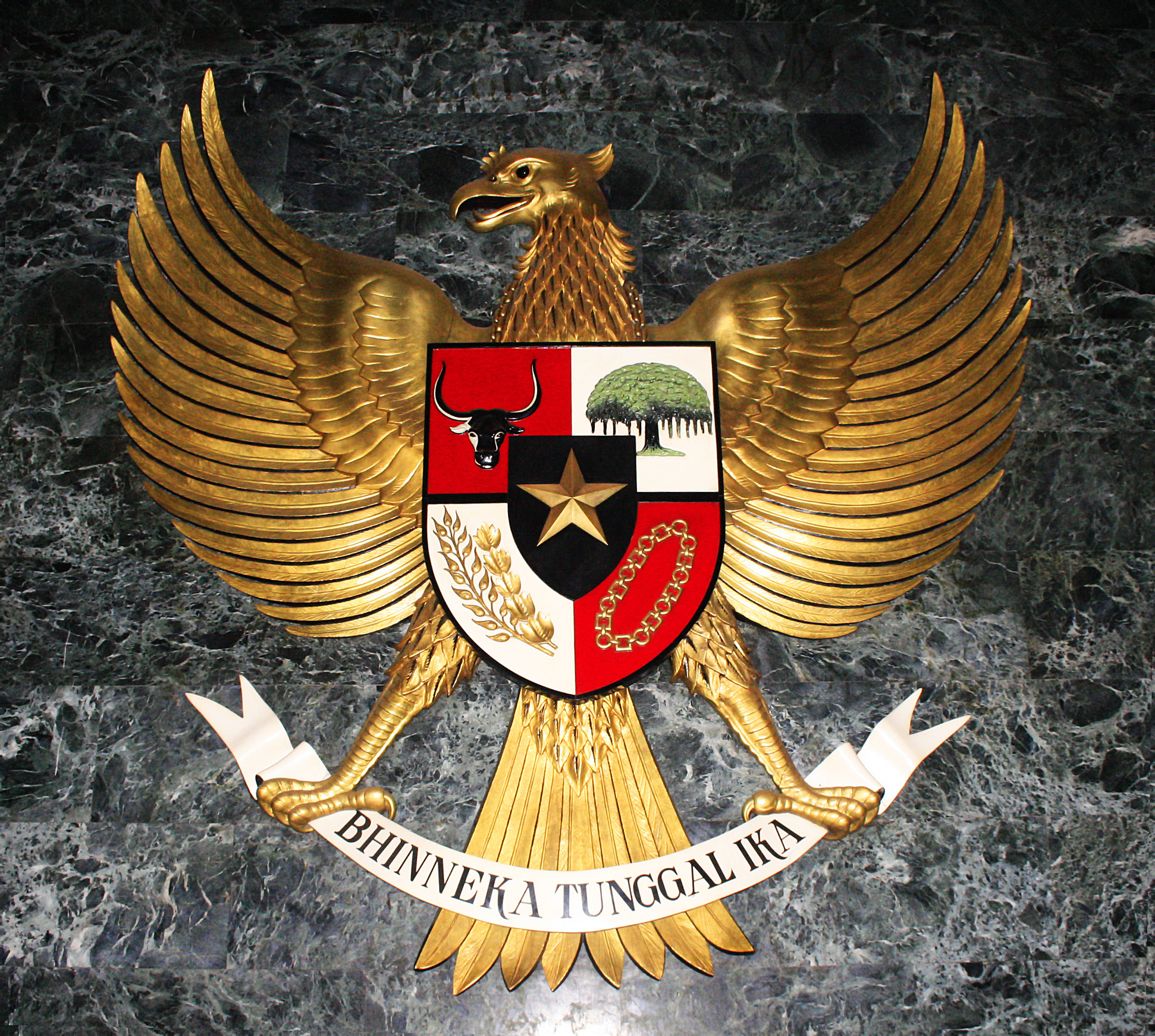

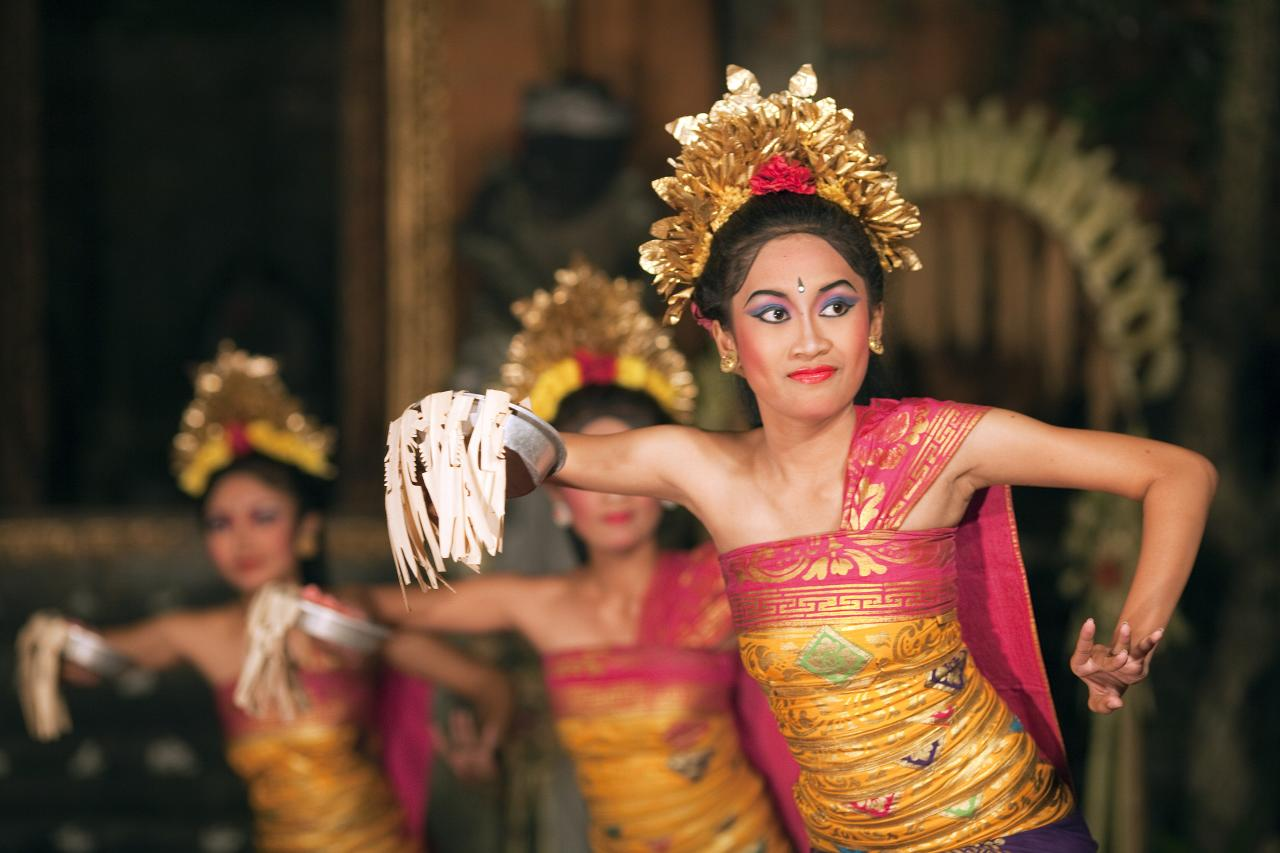

## الثقافة المحلية
الثقافة المحلية هي الثقافة المعترف بها كهوية وطنية. وتعريف الثقافة الإندونيسية طبقا لنص قرار رقم 2 (عدد) لمجلس الشورى الاندونيسي لعام 1998م، هي:" الثقافة الوطنية التي تجسد آمال وعمل[ ؟ ] وإبداعات الأمة الاندونيسية، وتلك[ ؟ ] الثقافة نتاج[ ؟ ]ا لجهود الشعب الاندونيسي من أجل الحصول على حقوقه ووضع[ ؟ ]ه كشعب وذلك استنادا إلى مبادئ[ ؟ ] البانتشاسيلا. وتهدف هذه المبادئ[ ؟ ] إلى تقديم رؤية[ ؟ ] للتنمية الوطنية في شتى مجالات[ ؟ ] الحياة، حيث أن التنمية الوطنية هي تنمية ثقافة الأمة. وأماالناحية التعليمية والثقافية فتعني شكل ومضمون وعمق[ ؟ ] الثقافة التراثيةالأصيلة للشعب الاندونيسي."
وعرف كي هاجار ديوانتارا الثقافة المحلية:"بأنها جزء[ ؟ ] من الثقافة الإقليمية." وهذا البيان[ ؟ ] يشير إلى مبدأ وحده[ ؟ ] أكثر رسوخا حيث ينظر إليها كتعزيز[ ؟ ] للتنوع[ ؟ ] في[ ؟ ] ظل دولة موحدة واقتصاد وطني وقانون ولغة وطنيين. وتعريف كوينتجارانينجرات عن الثقافة المحلية ينصب في[ ؟ ] تلك[ ؟ ] النقطة[ ؟ ] حيث يقول:"إن ما يميز أي أصل[ ؟ ] عرقي هو أن يعرف هويته مما يؤدي إلى شعوره بالفخر، وتلك[ ؟ ] هي الثقافة المحلية."

## المظاهر الثقافية الإندونيسية
الثقافات المحلية تنعكس على مختلف جوانب الحياة المجتمع في شتى أنحاء إندونيسيا، حيث أن كل منطقة تمتلك ثقافة خاصة[ ؟ ] بها. وهنا بعضا من الثقافة الاندونيسية بحسب النوع:

### الإحتفالات التقليدية
الإحتفالات التقليدية هو شكل من التقاليد التي توارثتها الأجيال والتي تؤدى بشكل منتظم[ ؟ ] ومرتب، وفقا لعادات وتقاليد المجتمع في[ ؟ ] شكل سلسلة من الأنشطة تعبيرا عن الإمتنان. وعلى الجانب الآخر[ ؟ ]، فإن تلك[ ؟ ] الإحتفالات تأتي من النظام العقائدي المتوارث للمجتمع الذي يقدر العفاف والتدين، فضلا عن كونها ثروة ثقافية وطنية. وتشمل العناصر التقليدية للحفل: مكان الحفل وطريقة[ ؟ ] التنفيذ والأدوات المستخدمة والحضور الذي يشمل وجهاء القوم المشاركين في[ ؟ ] ذلك الحفل. وتعدد أنواع الإحتفالات التقليدية الاندونيسية فتشمل:الولادة والزفاف والوفاة ومراسم الدفن وطقوس العبادة وتنصيب رئيس القبيلة...إلخ.

### الرقص
الرقص الاندونيسي يعكس الثراء والتنوع[ ؟ ] لدى القبائل[ ؟ ] المحلية والثقافة الاندونيسية حيث يوجد أكثر من 700قبيلة إندونيسية.ويمكن أن تعد جذور الرقص الاندونيسي من شعبي أسترونيزيا وميلانيزيا والتأثر بالتنوع[ ؟ ] الثقافي من الدول الآسيوية المجاور[ ؟ ]ة فضلا عن التأثر الثقافي عن طريق الإستعمار. ولكل قبيلة في[ ؟ ] إندونيسيا رقصات خاصة[ ؟ ] بها حيث يوجد لهذه القبائل[ ؟ ] أكثر من 3000 رقصة أصلية.
وتحفظ تقاليد الرقص التقليدي والرقص الدرامي في[ ؟ ] استوديو[ ؟ ]هات ومدارس فنون الرقص التي ترعاها العائلة المالكة أو[ ؟ ] أكاديمية الفنون التي تدعمها الحكومة.
ويمكن تصنيف[ ؟ ] فن الرقص في[ ؟ ] إندونيسيا إلى عدة[ ؟ ] نواحي. فإذا نظرنا له من الناحية التاريخية وجدناه يتألف من 3 (عدد) عصور وهم: عصر[ ؟ ] القبلي[ ؟ ]ة أي ما قبل التاريخ، وعصر[ ؟ ] الهندوسية البوذية، والعصر[ ؟ ] الإسلامي. ومن الناحية الاجتماعية فينقسم إلى رقص تقليدي أي الرقص الملكي[ ؟ ] الذي يمارسه النبلاء والرقص الشعبي[ ؟ ] الذي ابتدعه غالبية الشعب. وأما من ناحية التقاليد فينقسم إلى الرقص التقليدي والرقص المعاصر[ ؟ ].

## الموسيقى
الأغاني الشعبي[ ؟ ]ة أو المحلية هي الأغاني التي تنشأ من منطقة معينة ويستحسنها الشعب فتشتهر بينهم وتؤديها كافة المناطق بإتقان. وفي الغالب فإن اسم مؤلف تلك الأغنية أو حتى لقبه غير معروف[ ؟ ]ين.
وتتشابه الأغاني الشعبي[ ؟ ]ة مع النشيد الوطني ومع ذلك فإنها توصف بالأغاني الشعبي[ ؟ ]ة فقط. والأغاني الشعبي[ ؟ ]ة التقليدية لديها نغمة[ ؟ ] تتجانس مع اللغات المحلية مثل أغنية مانوك دادالي (أي: طائر الجارودا) من جاوة الغربية[ ؟ ] وأغنية راسا سيانجيه (أي: شعور المحبة) من مالوكو.
وبلإضافة إلى الأغاني الشعبي[ ؟ ]ة تمتلك إندونيسيا عدة[ ؟ ] أغاني وطنية كالأغاني التي تبث روح الحماسة في المحاربين أثناء حرب الاستقلال.
والاختلاف بين الأغاني الشعبي[ ؟ ]ة والأناشيد الوطنية هي أن الأناشيد الوطنية يمكن أن تصبح أغنية رسمية للدولة أو المنطقة التي أصبحت علامة مميزة له.

### الثقافة الموسيقية
بدأت هوية الموسيقى الاندونيسية بالتشكل أثناء ثقافة العصر[ ؟ ] البرونزي والهجرة[ ؟ ] إلى نوسانتارا في القرن[ ؟ ] ال2 (عدد) و3 (عدد) قبل الميلاد. وتعتمد موسيقى القبائل[ ؟ ] الاندونيسية بشكل عام آلات النقر وخاصة[ ؟ ] الطبل والجونج. وبعد عدة[ ؟ ] تطورات أصبحت الآلات الموسيقية أكثر تنوع[ ؟ ]ا وتعقيدا مثل الآلات الموسيقية الوترية كالساساندو من جزيرة روتي وانكلونج من جاوة الغربية[ ؟ ] وموسيقى الفرق[ ؟ ] الموسيقية التي يطلق عليها اسم جاميلان من جاوة وبالي.

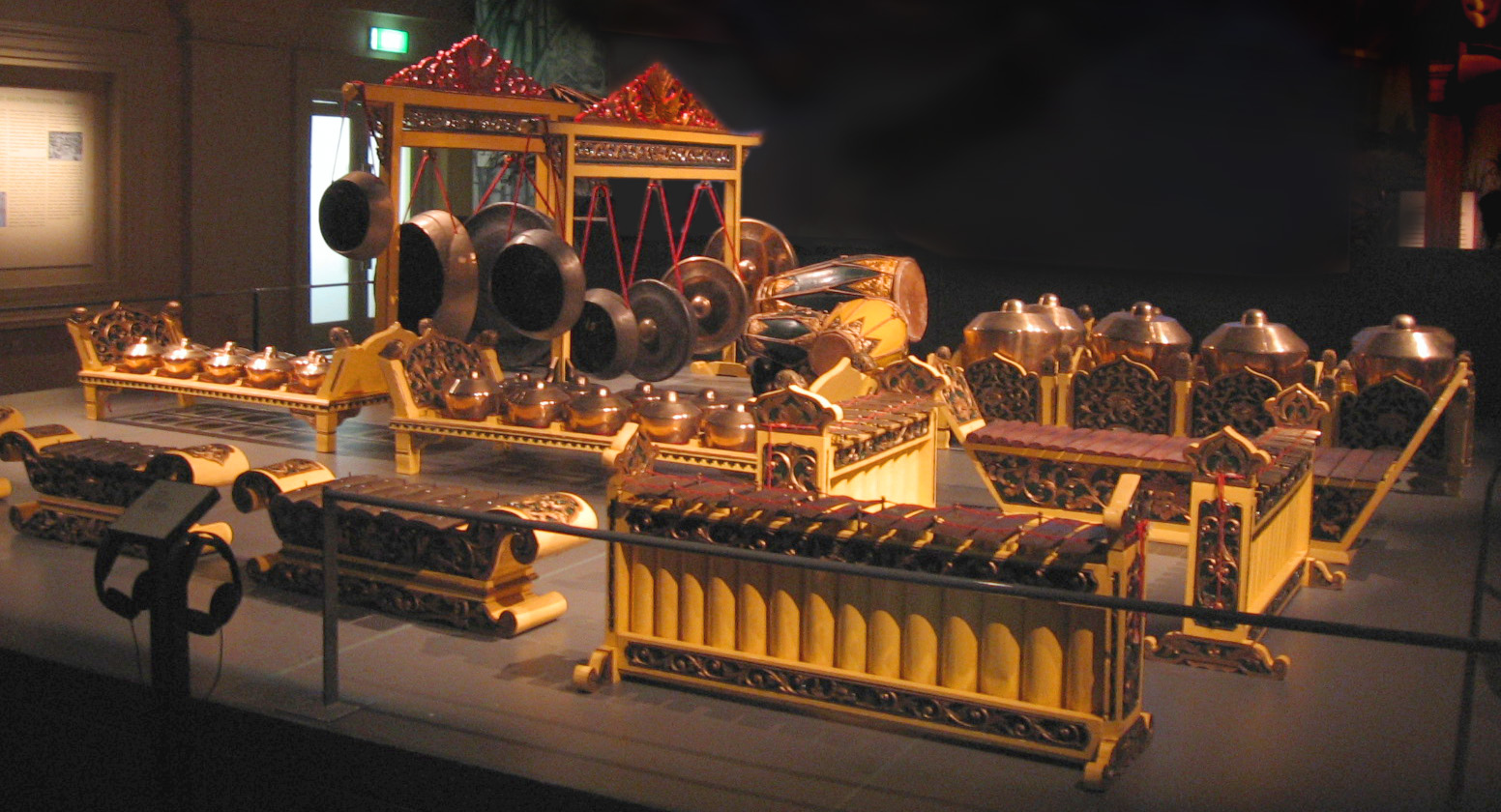

تتميز الموسيقى الاندونيسية بثرائها بسبب القبائل[ ؟ ] الاندونيسية المختلفة حيث يوجد ما يقارب من 17٫508 جزيرة تمتلك كلا منها ثقافة وفناً خاصين بها. فإندونيسيا تمتلك مئات الأنواع الموسيقية وأحيانا تتشارك في الرقص والمسرح. والموسيقى التقليدية الأكثر شعبية هي الجاميلان وآلة الانكلونج وآلة كيروننتشونج بينما الموسيقى الحديثة الأكثر انتشارا هي الموسيقى الشائعة وموسيقى الدانجدوت.

### الرسم
- جاوة: مسرح الدمى.
- سومطرة الشمالية[ ؟ ]: رقصة التورتور.

#### النحت
- جاوة: باتونج بوتو.
- بالي: تمثال جارودا ويسنو كينتشانا.
- بابوا[ ؟ ]: قبيلة أسمات.

### الأدب
الأدب الاندونيسي هو مصطلح يشمل مجموعة[ ؟ ] واسعة من الأعمال الأدبية في جنوب شرق آسيا. فمصطلح «إندونيسيا» وحده[ ؟ ] يعني التكامل في منطقة جغرافية لها تاريخ سياسي محدد. 
وينتمي الأدب الاندونيسي إلي الأدب الذي أبدعته مناطق الأرخبيل الاندونيسي. وفي كثير من الأحيان يشار إلى الأدب الاندونيسي القديم بأنه أدب منبثق من اللغة الأصلية أي الملاوية (حيث أن اللغة الأصلية هي أحد[ ؟ ] فروعها)، ثم أن هذا الأدب يفسر الأدب الموجود في منطقة الملايو (وهذه المنطقة تشمل الدول الناطقة باللغة الملاوية كماليزيا وبروناي بالإضافة إلى إندونيسيا وسنغافورة).

## المطبخ
الطعام الاندونيسي هو إنعكاس للثراء الثقافي والعادات المأخوذة من أرخبيل نوسانتارا الذي تأسس من 6000 جزيرة ولها مكانة هامة في[ ؟ ] الثقافة الشعبي[ ؟ ]ة الاندونيسية بشكل عام. ومعظم المأكولات الاندونيسية غنية بالتوابل كالبندق والفلفل[ ؟ ] الحار والزنجبيل الصيني وخولنجان والزنجبيل والزعفران وجوزالهند وسكر النخيل مع تعدد طرق الطبخ وفقا للمواد والعادات التي تؤثر من خلال التجارة التي تأتي من الهند والصين وتيمور[ ؟ ] الشرقية[ ؟ ] وأوروبا.

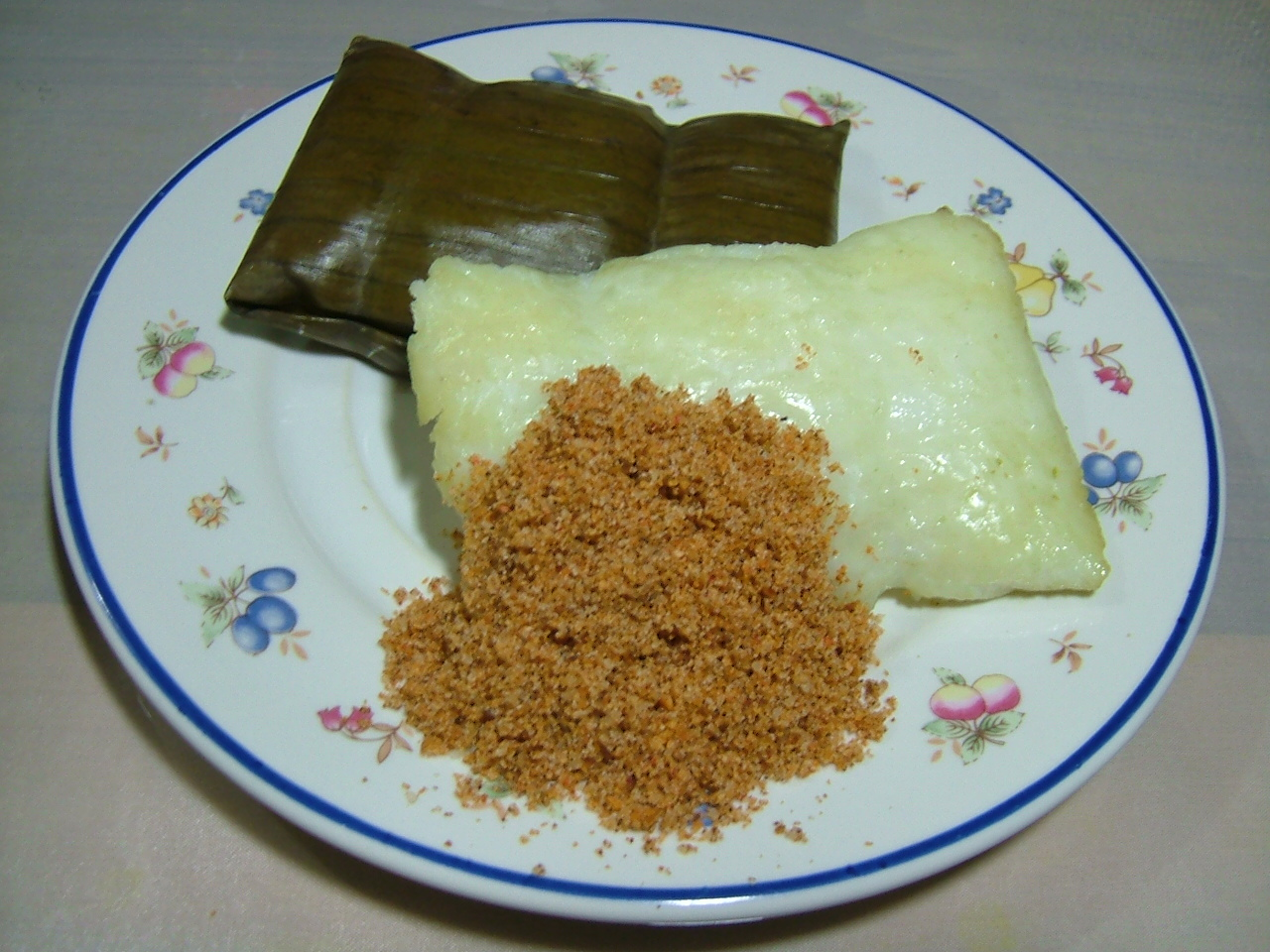

وبالأساس لا[ ؟ ] يوجد نوع[ ؟ ] واحد «للطعام الاندونيسي» بل[ ؟ ] هو متنوع. فهذا التنوع[ ؟ ] يرجع إلى تأثر الثقافة الاندونيسية المحلية بالمأكولات الإقليمية والنفوذ الأجنبي. وأصبح الأرز[ ؟ ] الأبيض[ ؟ ] وكعكة الأرز[ ؟ ] الطعام الرئيسي لجميع سكان إندونيسيا لكن سكان الجزء[ ؟ ] الشرقي لإندونيسيا يعتمدون على الذرة والساغو (دقيق نشوي) والكسافا والبطاطا الحلوة كغذاء رئيسي لهم. وتقدم هذه الأطباق كأطباق[ ؟ ] جانبية إلي جانب اللحم والسمك والخضر.

## السينما
بدأت أوائل عهد السينما الاندونيسية مع إنشاء أول[ ؟ ] سينما في[ ؟ ] إندونيسيا في[ ؟ ] 17 ديسمبر من عام 1900م بمنطقة تاناه أبانج بمدينة بتافيا باسم الصور الحية والتي قدمت عدة[ ؟ ] أفلام صامتة.

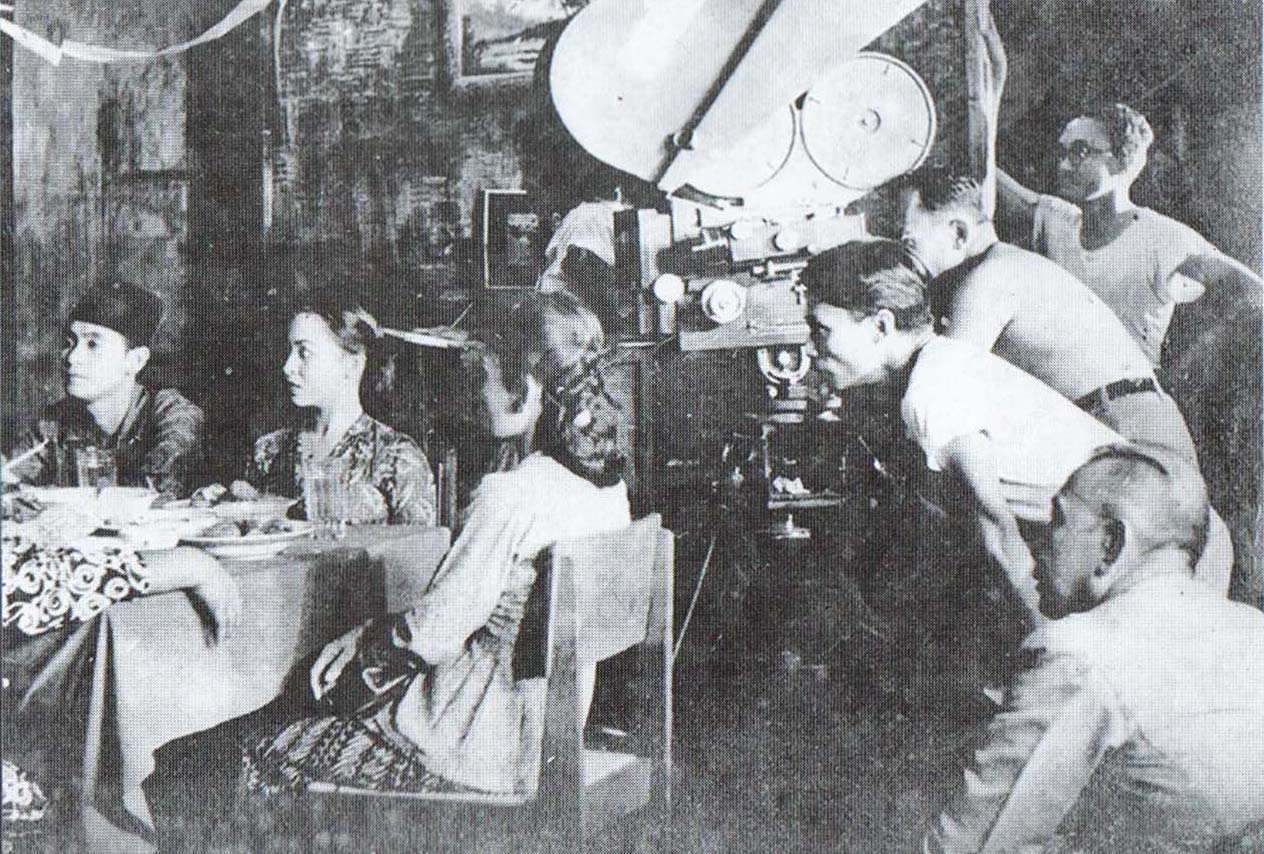

وأول[ ؟ ] فيلم صنع في[ ؟ ] إندونيسيا كان فيلما صامتا بعنوان لويتوانج كاساروانج والذي أنتجه الأخوين البولنديين جي.كروجر وال.هيوفيلدورب وذلك في[ ؟ ] عام 1926م. وفي[ ؟ ] وقت صدور[ ؟ ] وعرض[ ؟ ] هذا الفيلم كانت إندونيسيا غير موجودة ولا[ ؟ ] تزال تعرف بالهند الشرقية[ ؟ ] الهولندية التابع[ ؟ ]ة لمستعمرات المملكة[ ؟ ] الهولندية. ودعم هذا الفيلم دعمته شركة الأفلام المحلية إن في جافا بمدينة باندونغ وعرض[ ؟ ] للمرة الأولى على مسرح إليت آند ماجستيك بمدينة باندونغ وذلك بتاريخ 31 ديسمبر عام 1926م. والسينما الإندونيسية لها تاريخ عريق وكانت لها مكانة مهمة منذ عام 1980م عندما هيمنت الأفلام الإندونيسية المحلية على دور العرض. ومن بين الأفلام المشهورة في تلك الفترة فيلم تشاتاتان سي بوي (Catatan si Boy) وبلوك ام (Blok M) وغيرهم الكثير. ومن الممثلين الشباب الذي لمع نجمهم في تلك الفترة أونكي أليكساندر ومريم بالينا وليديا كاندو ونايك أرديلا وبيراميتها أسادي وديزي راتناساري.
وإلى جانب الأفلام التجارية كان هناك العديد من الأفلام الغير ربحية التي فازت بالعديد من الجوائز كفيلم الرمال الهامسة (Pasir Berbisik) بطولة الممثل ديان ساستروواردويو بمشاركة الممثلة كريستين حاكم والممثلة ديدي بيتيت. وبغض النظر عن ذلك، لعبت كريستين دور البطولة في فيلم أوراق على الوسادة والذي يدور حول حياة أطفال الشوارع، وفيلم مارسيناه والذي أحدث ضجة لكونه مقتبس من قصة واقعية[ ؟ ]، وهي من ضمن الأفلام التي قام بإخراجها المخرج جارين نوغورو. وهناك العديد من الأفلام الإندونيسية كبيت وفيلم رواية دون حرف الراءوفيلم كواليتيت 2 والتي أعيد إحياؤها مرة أخرى في[ ؟ ] ذكرى إحياء الأفلام الاندونيسية. كما انعقد مهرجان الاندونيسية السينمائي في[ ؟ ] عام 2004 بعد توقف دام 12 عاما.

## اقرأ أيضًا
- كريس: سلاح إندونيسي تقليدي على شكل خنجر.
- الآداب الاجتماعية في آسيا